# Xanthosia leiophylla
Xanthosia leiophylla är en flockblommig växtart som beskrevs av Ferdinand von Mueller och Friedrich Wilhelm Klatt. Xanthosia leiophylla ingår i släktet Xanthosia och familjen flockblommiga växter. Inga underarter finns listade i Catalogue of Life.